# Regan Lauscher

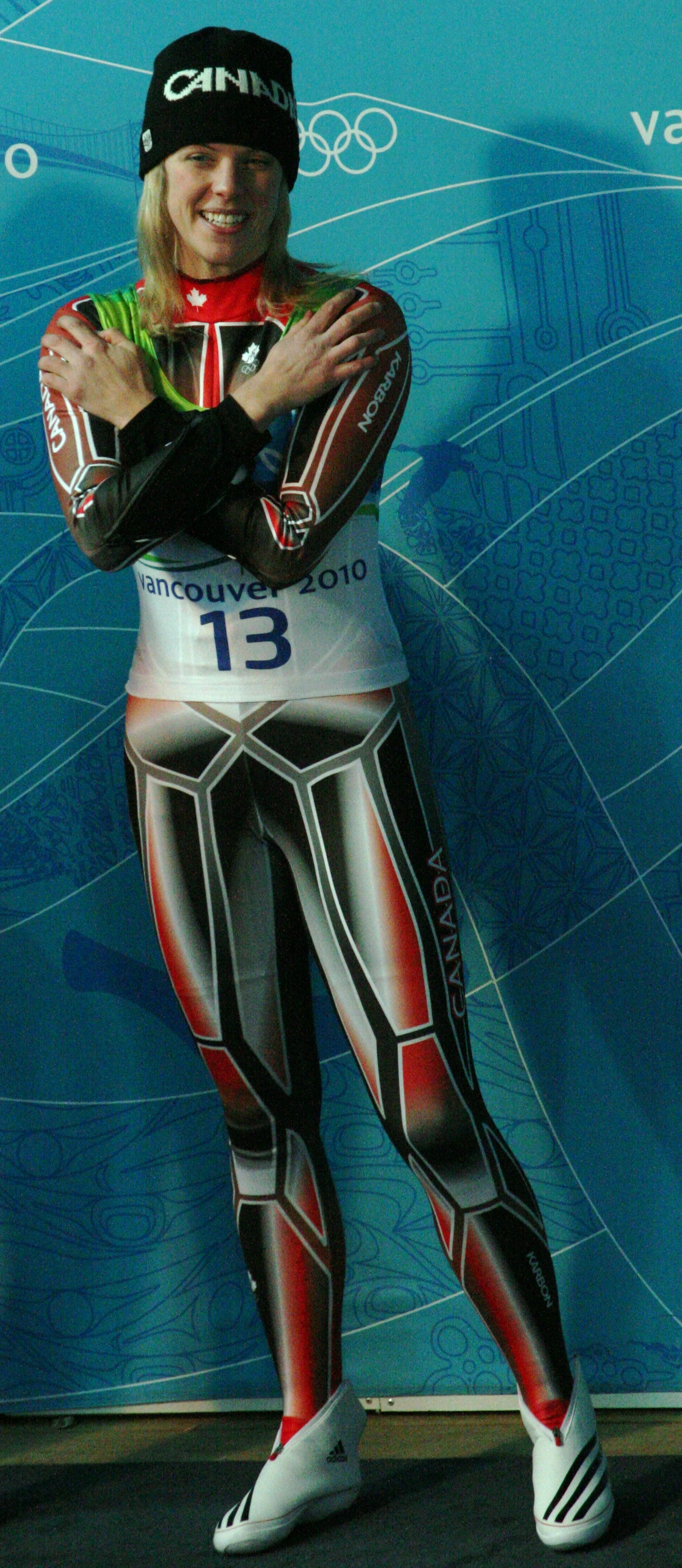
Regan Lauscher bei den Olympischen Winterspielen 2010.

Regan Lauscher (* 21. Februar 1980 in Saskatoon, Saskatchewan) ist eine kanadische Rennrodlerin.
Sie ist die erfolgreichste Rennrodlerin, die Kanada bislang hervorgebracht hat. Sie begann 1994 mit dem Rodeln und gehört seit 1998 dem kanadischen Nationalkader an. Die Studentin wurde bei ihren zweiten Weltmeisterschaften 2001 im Einzelwettbewerb 15. und Siebte mit dem kanadischen Team. 2002 trat sie in Salt Lake City erstmals bei Olympischen Spielen an und belegte den 12. Rang. Im Rennrodel-Weltcup 2002/03 belegte sie den zehnten Rang im Gesamtweltcup. Bei der WM in Sigulda wurde Lauscher 14. im Einzel und Achte mit der Mannschaft. Dieselben Platzierungen erreichte sie auch bei der WM im folgenden Jahr in Nagano, verbesserte sich nur um einen Rang im Teamwettbewerb.
Besonders erfolgreich lief für Lauscher die Saison 2004/05. Im Gesamtweltcup wurde sie Achte. Beim Rennen in Lake Placid wurde sie Zweite hinter Barbara Niedernhuber und erreichte damit das beste Ergebnis einer kanadischen Rennrodlerin bis Alex Gough 2011 erstmals ein Rennen gewinnen konnte. Im Challenge-Cup 2004/05 konnte sie den vierten Platz erreichen. Bei den Rennrodel-Weltmeisterschaften 2005 wurde Lauscher Neunte im Einzel und Sechste mit dem Team. In der Folgesaison erreichte sie im Challenge-Cup 2005/06 erneut Platz vier. Beim Höhepunkt der Saison, den Olympischen Spielen 2006 von Turin konnte Lauscher Zehnte werden. Vier Jahre später wurde sie 15., obgleich das kanadische Team bei den Heimspielen mit größeren Ambitionen angetreten war.